# Blackalicious
Blackalicious – amerykańska grupa hip-hopowa z Kalifornii, założona w 1987 r. przez Gift of Gab'a (Tim Parker) i Xcel'a (Xavier Mosley) która jak na razie wydała trzy płyty.

## Historia
Raperzy poznali się w 1986 r. wtedy właśnie Gab po śmierci matki przeprowadził się z San Fernando Valley do Sacramento, skąd pochodzi Xcel. Obaj poznali się w szkole im. Johna F. Kennedy’ego w Sacramento, gdzie razem zaczęli Pierwsze nagrania, i stworzyli swoje pierwsze demo zafascynowani singlem „Top Billin'” AUDIO 2. Po skończeniu szkoły Xavier zaczął studia na uniwersytecie w Davis, a Gab wrócił do Los Angeles gdzie podjął pracę, ale nadal obaj mieli ze sobą kontakt. W końcu Tim przyjechał do Davis, gdzie na uniwersytecie poznali ich DJ Shadow i Dj Zen z radia KDVS, a także Lyrics Born i Lateef the Truth Speaker. W 1992 r. założyli SoleSides Crew i wydali singla Blackalicious „Swan Lake”. Podpisali kontrakt z brytyjską wytwórnią Mo'Wax, która jednak nie zapewniała im dystrybucji, dlatego SoleSide Crew przekształcił się w Quannum Project i w 1999 r. wydał LP Spectrum, a po roku ukazała się płyta Nia. W 2002 r. Blackalicious przeszedł do MCA dla której wydał LP Blazing Arrow. Gab już sam w 2004 r. nagrał LP 4th Dimensional, a rok później jako Blackalicious wydali The Craft.

## Dyskografia
Albumy
- Nia(Mo' Wax/Quannum Projects, 2000)
- Blazing Arrow(MCA Records/Quannum Projects, 2002)
- The Craft(ANTI Records/Quannum Projects, 2005)

Single
- „Swan Lake” / „Lyric Fathom” 12" (Solesides, 1994)
- „Deception” 12" (Quannum Projects, 1999)
- „If I May” / „Reanimation” 12" (Mo' Wax/Quannum Projects, 2002)
- „Paragraph President” / „Passion” 12" (MCA Records/Quannum Projects, 2001)
- „Make You Feel That Way” / „Sky Is Falling” 12" (MCA Records/Quannum Projects, 2002)
- „Your Move” / „My Pen And Pad” 12" (ANTI-/Quannum Projects, 2005)
- „Powers” (ANTI-/Quannum Projects, 2006)

DVD
- 4/20: Live In Seattle (2006)